# Prémios Autores de 2015
A 6.ª Edição dos Prémios Autores ocorreu a 25 de maio de 2015, no Auditório dos Oceanos do Casino de Lisboa, Portugal. A gala foi apresentada por Catarina Furtado e Virgílio Castelo e transmitida em direto na RTP1.

## Vencedores e nomeados
NotaOs vencedores estão destacados a negrito.

### Artes visuais
- Melhor exposição de artes plásticas
  - A instalação Antes Morta que Burra, de Ana Pérez-Quiroga
  - O Peso do Paraíso, de Rui Chafes
  - Objetos Imediatos, de Pedro Croft
- Melhor trabalho de fotografia
  - The Passenger, de Pauliana Valente Pimentel
  - Antena2, de André Príncipe
  - Índios Mapuches, de Armindo Cardoso

### Cinema
- Melhor argumento
  - Tiago R. Santos em Os Gatos não Têm Vertigens
  - Pedro Costa em Cavalo Dinheiro
  - Vítor Gonçalves, Jorge Braz Santos e Mónica Santana Baptista em A Vida Invisível
- Melhor filme
  - A Vida Invisível, de Vítor Gonçalves
  - Cavalo Dinheiro, de Pedro Costa
  - E Agora? Lembra-me, de Joaquim Pinto
- Melhor atriz
  - Maria do Céu Guerra em Os Gatos não Têm Vertigens
  - Leonor Seixas em Sei Lá
  - Maria João Pinho em Os Maias
- Melhor ator
  - João Perry em A Vida Invisível
  - Pedro Inês em Os Maias
  - Nuno Melo em Virados do Avesso

### Dança
- Melhor coreografia
  - Play False, de António M Cabrita e São Castro
  - De Marfim e Carne — As Estátuas também Sofrem, de Marlene Freitas
  - Território, de Joana Providência

### Literatura
- Melhor livro de ficção narrativa
  - Noturno Europeu, de Rui Nunes
  - Biografia Involuntária dos Amantes, de João Tordo
  - Tudo São Histórias de Amor, de Dulce Maria Cardoso
- Melhor livro de poesia
  - Exercícios de Humano, de Paulo José Miranda
  - Escuro, de Ana Luísa Amaral
  - Um Jardim Abandonado que Desbota, de Luís Cláudio Ribeiro
- Melhor livro infantojuvenil
  - Com o Tempo, escrito por Isabel Minhós Martins, ilustrado por Madalena Matoso
  - Supergigante, escrito por Ana Pessoa, ilustrado por Bernardo Carvalho
  - Hoje Sinto-me, escrito por Madalena Moniz

### Música
- Melhor trabalho de música popular
  - A Vida Secreta das Máquinas, de Rodrigo Leão
  - Pesar o Sol, de Capitão Fausto
  - Canto, de Carminho
- Melhor trabalho de música erudita
  - UMinho, de António Victorino de Almeida
  - Lídia, de Luís Tinoco
  - Courage... to follow the way, de Daniel Davis

### Rádio
- Melhor programa de rádio
  - Fala com Ela, de Inês Meneses — Rádio Radar
  - Linha avançada, de José Nunes — Antena 3
  - Tubo de Ensaio, de Bruno Nogueira e João Quadros — TSF

### Teatro
- Melhor espetáculo
  - Amor e Informação, de João Lourenço
  - Tropa Fandanga, de Pedro Penim, José Maria Vieira Mendes e André E. Teodósio
  - Um Museu Vivo de Memórias Pequenas e Esquecidas, de Joana Craveiro
- Melhor atriz
  - Sara Carinhas em A Farsa
  - Sandra Faleiro em O Retrato de Dorian Gray
  - Cristina Carvalhal em Nova Caledónia
- Melhor ator
  - Elmano Sancho em Misterman
  - Pedro Gil em Bovary
  - Pedro Almendra em Al Mada Nada

### Televisão
- Melhor programa de informação
  - A Entrevista de Maria Flor Pedroso — Maria Flor Pedroso (RTP 2)
  - Os Europeus — Rebecca Abecassis (SIC Notícias)
  - Edição da Noite — Ana Lourenço (SIC Notícias)
- Melhor programa de ficção
  - Os Filhos do Rock, autoria e realização de Pedro Vieira (RTP1)
  - Belmonte, autoria original de Victor Carrasco, adaptação de Artur Ribeiro, realização de António Borges Correia (TVI
  - Sol de Inverno, autoria de Pedro Lopes, realização de Patrícia Sequeira (SIC)
- Melhor programa de entretenimento
  - A Cantiga Era Uma Arma, autoria e realização de Joaquim Vieira (RTP2)
  - O Povo que ainda Canta, autoria e realização de Tiago Pereira (RTP 2)
  - História a História, autoria de Fernando Rosas, realização de Bruno Cabral (RTP África e RTP Internacional)

### Prémio melhor programação cultural autárquica
- Câmara Municipal do Porto

### Prémio vida e obra de autor nacional
- Álvaro Siza Vieira (arquiteto)